# 沓県
沓県（とう-けん）は、漢国遼東郡に位置した県、清国盛京省に位置した関東州の前身である。
沓県は、三国時代に魏国により東沓県（とうとうけん）と改称された。
清『讀史方輿紀要』には、「沓県、在衛東南」が記されている。